# Yovel Zoosman
Yovel Zoosman (Kfar Saba, 12 de mayo de 1998) es un jugador de baloncesto israelí. Con 2,00 metros de estatura, juega en la posición de alero en las filas del Hapoel Jerusalem B.C. de la Ligat ha'Al.

## Trayectoria
[actualizar]

### Selección nacional
[actualizar]

En septiembre de 2022 disputó con el combinado absoluto israelí el EuroBasket 2022, finalizando en decimoséptima posición.